# Adhe Tapontsang

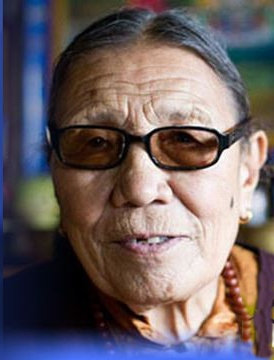
Ama Adhe

Adhe Tapontsang, gewoonlijk bekend als Ama Adhe (Ghortsa (Nyarong, Kham, 1932 – 3 augustus 2020) was een Tibetaans politiek gevangene.
Zij en haar man werden ervan beschuldigd sleutelfiguren te zijn van de rebellenbeweging in Nyarong. Op 16 oktober 1958 werd ze gearresteerd en veroordeeld tot 16 jaar gevangenisstraf. In 1974 werd ze echter nog niet vrijgelaten, maar kwam ze in een heropvoedingskamp terecht. In 1985 ontsnapte ze naar Nepal en vestigde zich erna in Dharamsala in India.

## Arrestatie
Tijdens haar arrestatie werd ze ruw vastgebonden met een touw, waarbij haar dochter van 1 jaar oud lachte, omdat ze dacht dat het een spel was. Haar zoon van drie sprong boven op haar en werd weggeschopt door de politieagenten. Toen ze naar de gevangenis afgevoerd werd, rende hij achter haar aan en werd opnieuw weggeschopt. Het kind kwam in een depressie en kwam om het leven toen hij in een rivier sprong.
Als een stuk bagage werd ze in een voertuig geworpen en naar de prefectuur Garzê overgebracht. Tijdens het verhoor werd ze overal geslagen door de politieagenten met de achterkant van een geweer. Verder moest ze knielen op twee geslepen scherpe stukken hout, waarbij ze haar handen omhoog moest houden en werd ze met de geweerkolven tegen de ellebogen geslagen, wanneer ze haar armen liet zakken.
Ze werd gedwongen toe te kijken toen de man van haar oudste zuster werd doodgeschoten. Haar werd hierbij verteld dat de gevolgen voor haar hetzelfde zouden zijn wanneer ze in opstand kwam tegen de Chinese communisten

## Gevangenisleven
Ze werd veroordeeld tot 16 jaar gevangenisstraf en overgebracht van de gevangenis van Garzê naar Dartsedo (Kangding). Deze gevangenis deed voorheen dienst als het klooster Ngachen, het grootste klooster van dit gebied. In deze gevangenis waren op dit moment zestig lama's opgesloten, waaronder enkele geshe's. In een grote ruimte waren 300 vrouwelijke gevangenen samengepakt en daarnaast nog 500 mannen. Tegen 1962 waren er in de gevangenis 2319 gevangenen ingeschreven, waarvan er ook al een deel was overleden.
Jonge en aantrekkelijke vrouwen kregen de opdracht de kleding van de gevangenisdirecteur Trang Tsong te wassen en zijn kwartieren schoon te maken. Ze werden allemaal verkracht, inclusief Ama Adhe.
Het eten was van slechte kwaliteit en werd uitgedeeld in kommen die even groot waren als een theekop. Na het eten vochten de gevangenen om restjes die nog vastplakten aan de kommen. Om meer eten binnen te krijgen, werd ook gras en wormen gegeven. Elke dag overleden er rond tien mensen in de gevangenis. Op een dag zag een van de Chinese dokters Zachukhapa Thubten Thargyal eten aan een dode gevangene. Hierna werd het gevangenen verboden naar het lijkenhuis te gaan.
Er waren drie gevangenen per cel van een vierkante meter groot. Gemiddeld deelden tien gevangenen een houten emmer die ze als toilet konden gebruiken en die ze eenmaal per dag 's ochtends mochten legen. Gevangenen mochten niet met elkaar praten en werden ondervraagd wanneer ze daarop betrapt werden.

## Strafkamp
Vanaf 1960 werd ze gekozen voor een groep van honderd, gezonde vrouwen en tweehonderd mannen voor de loodmijnen in het district Chajam, op drie dagen voetafstand van Dartsedo. Bij aankomst waren er in totaal tien- tot vijftienduizend Tibetanen op elkaar gepakt. Hier werkte ze vier uur in de morgen en drie uur in de middag. Vervolgens werden degenen die veel werk hadden verzet geprezen en die weinig werk hadden verzet bekritiseerd. De rest van de dag was ingeroosterd voor politiek onderwijs.
Op een dag viel ze flauw en toen ze wakker werd, lag ze in het lijkenhuis. Na enkele dagen kon ze zich weer bewegen. Ze werd nu naar de verzorging van de varkens gestuurd. Hier sterkte ze weer aan, vooral omdat ze in staat was van het voer te eten dat voor de varkens bestemd was.
In het kamp van Chajam overleden dagelijks mensen en de aantallen werden aangevuld met nieuwe gevangenen. Volgens het Tibetaans centrum voor mensenrechten en democratie overleden hier in een jaar tijd 10.000 gevangenen aan honger en uitputting. In 1963 werd de fabriek gesloten.

## Bloedaftapping
In 1966 werd ze naar een groenteboerderij in Ra Nga Gang gebracht. Hier werden ze na een buitengewoon goede behandeling bedwelmd en werd bij hen vervolgens bloed afgetapt. Drie medegevangenen overleden hierdoor en zij zelf en een andere vrouw vielen flauw. De andere vrouw werd blijvend invalide.

## Heropvoedingskamp
In 1974 kreeg ze te horen dat haar gevangenisstraf erop zat en dat ze werd betiteld als politieke verstoteling. Hierdoor kwam ze niet vrij, maar werd ze overgebracht naar de steenfabriek van Ra Nga Gang. Door de andere fabrieksarbeiders werden zij en andere lotgevallen de gemarkeerden of zwarte kappen genoemd. Hier mochten ze geen omgang hebben met andere fabrieksarbeiders.
In 1979 werd ze van de lijst van zwarte kappen gehaald. In 1985 slaagde ze erin te vluchten naar Nepal en reisde ze vervolgens door naar Dharamsala in India. In 1999 sprak ze het publiek toe tijdens de Tibetan Freedom Concert in Amsterdam.